# Laarne
Laarne è un comune belga di 12 336 abitanti, situato nella provincia fiamminga delle Fiandre Orientali.